# Hà Đường
Hà Đường (chữ Hán giản thể: 荷塘区, Hán Việt: Hà Đường khu) là thuộc địa cấp thị Chu Châu, Cộng hoà Nhân dân Trung Hoa. Hà Đường nằm ở đông bắc của trung tâm Chu Châu. Quận này được thành lập ngày 31 tháng 5 năm 1997. Đây là quận công nghiệp truyền thống của Chu Châu. Toàn quận có tổng fiện tích 159 km², dân số có đăng ký hộ khẩu là 227.500 người (2005). GDP năm 2005 là 4,21 tỷ nhân dân tệ. 

## Hành chính
Quận lỵ Hà Đường đóng ở đường Tân Hoa Đông. Về mặt hành chính, quận này được chia thành các đơn vị sau:
- 3 nhai đạo: Kim Sơn có 2 thôn và 3 uỷ ban xã khu với diện tích 10,2 km²; Quế Hoa với 3 thôn và 4 uỷ ban xã khu với diện tích 10,8 km², Tống Gia Kiều với 3 thôn và uỷ ban xã khu với diện tích 8,6 km²,
- 1 trấn Xianyu 仙庾 có diện tích 59,5 km²
- 1 hương Minh Chiếu với diện tích 60,3 km²